# Gall nival de l'Altai
El gall nival de l'Altai (Tetraogallus altaicus) és una espècie d'ocell de la família dels fasiànids (Phasianidae) que habita vessants rocallosos i praderies alpines a les muntanyes de l'Altai i Sayan, al sud-oest de Sibèria i oest de Mongòlia.

## Taxonomia
El gall nival d'Altai va ser descrit per primera vegada per Frederic Gebler el 1836. Va ser un metge i naturalista que va viure a la regió d'Altai durant 40 anys i va nombrar espècies anteriorment desconegudes. Existeixen 2 sub-espècies, el tetraogallus altaicus altaicus i el tetraogallus altaicus orientalis.

## Descripció
És una au un pèl robusta, similar a una perdiu, d'aproximadament 58 cm de llarg i una envergadura entre 28 i 32 cm. Les femelles són un mica més petites que els mascles, però els dos sexes són bastant similars. Té el cap i el cos de color gris pissarra i posseeix un collar fosc a la base del coll. Les parts superiors són de color gris amb taques blanques i la cua és negra. El mentó, el pit i el ventre són blancs. El coll té una banda de color gris amb taques negres. Les plomes primàries són de color marró grisós amb les puntes negroses i blanques a la meitat de la base de totes les plomes excepte de les més externes. Les secundaries són grises amb la base gairebé sense color blanc. La cua és de color gris fosc amb la base més pàl·lida a les plomes més externes. El bec es marró groguenc i les potes i peus de color marró vermellós. Els mascles tenen un esperó que no tenen les femelles, a excepció de les femelles més velles.

## Distribució i hàbitat
Es pot trobar en vessants rocallosos, praderies alpines, semideserts i estepes de les serralades de Mongòlia occidental i del sud-oest de Sibèria, generalment entre els 2.000 i els 3.600 metres sobre el nivell del mar, tot i que es pot trobar fins als 400 metres a les estepes seques de les serralades de Shapshalskiy i Aygulakskiy. Aquestes zones inclouen les regions muntanyoses russes properes a Abakan, les muntanyes Saian i les muntanyes Tannu-Ola, i per la part de Mongòlia, l'Altai mongol, el Govi-Altai, les muntanyes Khangai i les muntanyes a l'est del llac Khuvsqul. També es pot trobar a les zones frontereres del nord de la Xina prop de la prefectura d'Altai.

## Comportament
Com altres espècies similars, són aus sociables excepte en època de cria. Se solen reunir en grups de 30-40 individus, inclús en períodes de clima més sever, poden arribar a grups de 200 exemplars. Es desplacen pels vessants i els altiplans en busca d'àrees obertes per alimentar-se. Durant el mes de març solen ajuntar-se per la reproducció, fet que provoca disputes violentes abans que es trobin les parelles adequades. Quan es troben, les parelles se separen de grup per reproduir-se. Els mascles criden a les femelles des d'algun punt prominent de bon matí, poc després de l'alba. Solen tenir llocs de descans en punts prominents de roca, des d'on poden localitzar depredadors fàcilment. És una au que camina lentament quan s'està alimentant, però en cas de perill, ho fa ràpid vessant amunt cap algun punt prominent o la cresta de la muntanya per empedre el vol si es necessari.

### Reproducció
És una au monògama. Acostuma a fer el niu en una depressió creada per la femella, escassament recoberta de material vegetal i/o plomes situada al vessant orientat al sud de pedregars i zones rocoses. La femella pon els ous durant els mesos de abril i maig, normalment entre 4 i 8, i els incuba durant 28 dies. El mascle deixa la femella quan aquesta pon l'últim ou i es reuneix amb altres mascles. Ocasionalment s'han trobat nius amb fins a 15 ous, suposadament són dues postes d'ous de dues femelles diferents.

### Alimentació
S'alimenta bàsicament de baies, brots, arrels i petits insectes, inclús se sap que s'alimenta de petits rosegadors. S'han identificat més de 40 espècies de plantes dins de la seva dieta i en alguns llocs, si no se'l molesta, es pot alimentar als límits dels assentaments humans juntament amb gallines domèstiques.

## Conservació
S'estima que la població d'aquesta au ronda entre els 50.000 i els 150.000 exemplars, bàsicament a Mongòlia, on és molt nombrosa. Les poblacions localitzades a la Xina i el Kazakhstan són menors. La principals amenaces són la caça, tal com passa amb altres espècies de galls nivals salvatges, la degradació de l'hàbitat degut a l'excés de pastures i l'augment de demanada de galls nivals utilitzats com a remeis naturals.